# Sentimental Journey
Sentimental Journey (Brasil: Conflito Sentimental) é um filme estadunidense de 1946 dirigido por Walter Lang e estrelado por John Payne e Maureen O'Hara.

## Sinopse
Incapaz de ter filhos, Julie (atriz) e o seu marido, Bill (produtor da Broadway), adotam uma órfã. Quando Julie fica doente, a criança terá que ficar sobre os cuidados de Bill, que não aceita a situação.

## Elenco
- John Payne ... William O. Weatherly
- Maureen O'Hara ... Julie Beck Weatherly
- William Bendix ... Uncle "Don" Donnelly
- Cedric Hardwicke ... Dr. Jim Miller
- Glenn Langan ... Judson
- Connie Marshall ... Mehitabel "Hitty" Weatherly
- Mischa Auer ... Gregory Petrovich Rogozhin
- Kurt Kreuger ... Walt Wilson
- Trudy Marshall ... Ruth
- Ruth Nelson ... Mrs. McMasters

## Recepção
Apesar das críticas, o filme foi um sucesso de bilheteria.
Bosley Crowther, do The New York Times, criticou o filme, chamando-o de "um filme totalmente mal-humorado ... um composto de situações banais, diálogos sutis e atos absurdamente ruins e é ilógico até o fim". John McCarten do The New Yorker descreveu o enredo como "sombrio", a revista Variety declarou que "apesar de considerar o filme" pesado e às vezes premeditado demais  "previu que seria um sucesso de bilheteria. Harrison's Reports chamou-o de "um drama bastante bom", embora "fino e lento".